# Riccall
Riccall est un village et une paroisse civile du Yorkshire du Nord, en Angleterre. Il est situé à 3,5 km au nord de Selby et à 9 km au sud d'York. C'est historiquement une partie du Yorkshire de l'Est. Selon le recensement de 2011 la paroisse avait une population totale de 2 332 habitants et au recensement de 2021, elle comptait 2 385 habitants.

## Géologie et géographie
Le peuplement de Riccall remonte au niveau dit du Humberhead (en). À la fin de la dernière période glaciaire vers 10 000 ans, Riccall siégeait en dessous d'un grand lac glaciaire dit Humber. Cela donne à la région son allure caractéristique avec un sol léger et sablonneux. Riccall est point de départ de la route de dix kilomètres, dite du Cycle du système solaire qui va de Selby à York se terminant à Dringhouses, près de York. La piste cyclable qui utilisait la vieille route de East Coast Main Line par Selby, et la station de chemin de fer qui desservait le village jusqu'en 1964.

## Histoire
Les Homo sapiens arrivèrent pour la première fois en Grande-Bretagne il y a 12 000 ans quand la Terre s'était réchauffée avant le début de l'Holocène. On ne sait pas très bien quand les premiers hommes sont arrivés dans cette zone, mais il existe des évidences que ce niveau du "Humberhead " a été habité pendant plusieurs milliers d'années et que la zone asséchée où se situe Riccall était habitée avant la période romaine .

### Les Saxons et les Danes
Le village était le site d'un peuplement anglo-saxon et il existe des preuves de la présence d'une église saxonne sur le site de "St Mary". Les premiers arrivants choisirent probablement ce site à cause de deux facteurs géographiques : la zone constituait un plateau discrètement surélevé au-dessus du niveau des eaux et il se trouve près de la rivière Ouse du Yorkshire.
Riccall fut le camp de base de Harald III de Norvège, dit Harald en 1066. Il s'installa sur les berges de la rivière Ouse du Yorkshire après son débarquement dans l'estuaire de la "Humber" et installa son camp à Riccall avant la victoire à la bataille de Fulford. Toutefois, ceci fut sa dernière victoire, car son armée fut défaite peu après par les forces du roi Harold Godwinson d'Angleterre à la Bataille de Stamford Bridge, au cours de laquelle "Hardråda" lui-même trouva la mort. Cette bataille détourna Harold de la défense de la côte sud et laissa la porte ouverte à l'invasion normande. Cet événement est commémoré dans l'une des rues de Riccall, maintenant une rue piétonne, dénommée d'après Olaf qui s'occupa du camp en l'absence d'Harald, et les "collines de Danes" nommées en raison de la présence de ses tumulus. Il y a maintenant quelques informations sur un panneau à ce propos de cet évènement sur le haut de "Landing Lane", à l'endroit approximatif où les tribus germaniques des Danes mouillaient.

### Les Normands

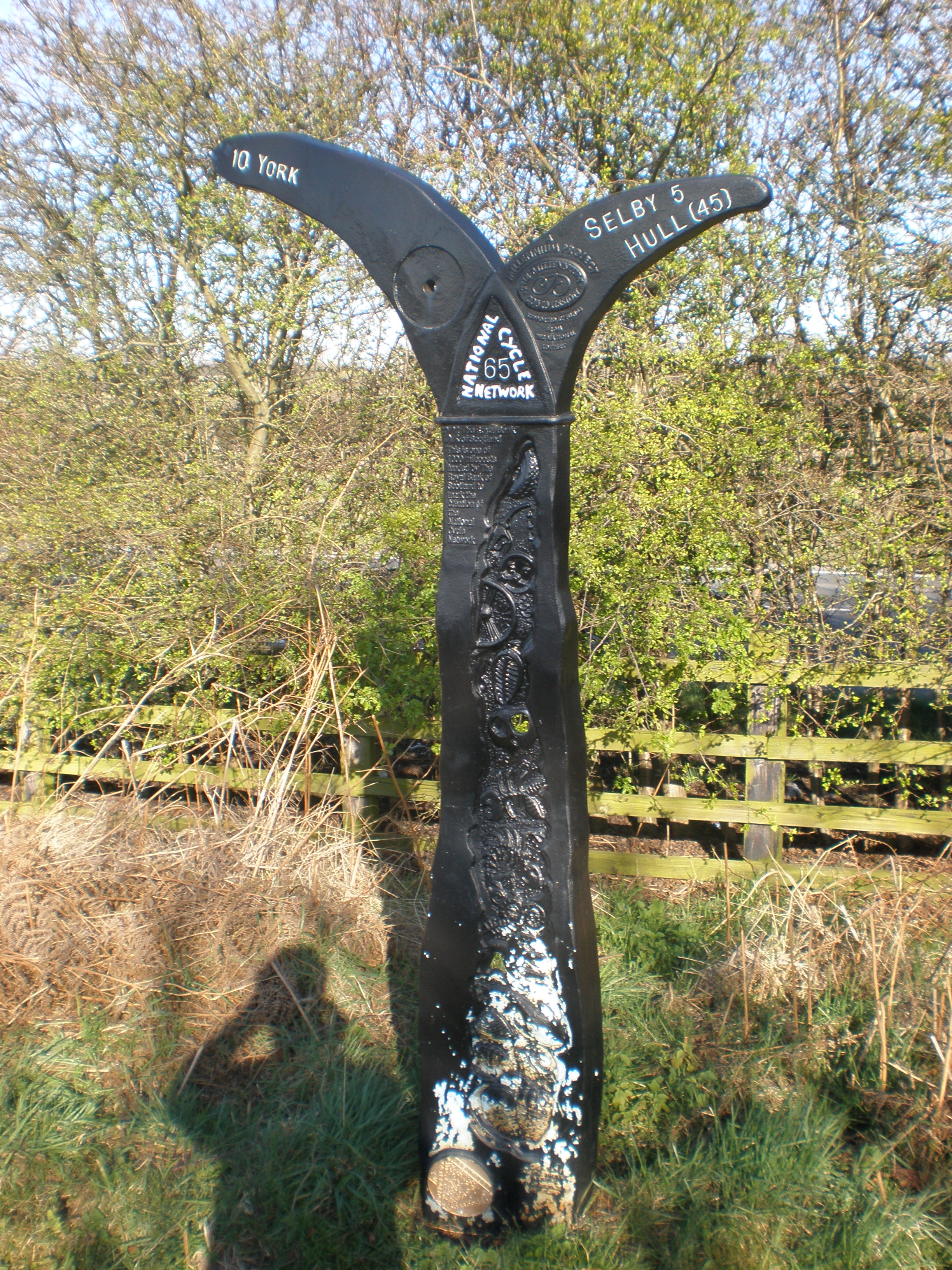
Borne de distance du chemin de "Riccall Cycle"

Environ quarante ans après la conquête de l'Angleterre par les Normands, l'église St Mary fut construite en utilisant des pierres extraites des crêtes de dolomite qui sont à approximativement 8 km à l'ouest. La vieille porte sud de l'église possède une arche sculptée romane et sa tour du XIIe siècle à trois étages a une architecture romane s'ouvrant par des fenêtres doubles.

### Les mines de Riccall
Entre 1983 et 2004, le village fut le siège de la mine de charbon de Riccall, qui faisait partie du champ minier de Selby. La mine de charbon est située au sud-est de Riccall, mais elle a fermé en 2004. Le site de la mine a été reconverti en parc de travail.

## Équipement
Le village possède une école primaire, une poste, un magasin Nisa (en), un coiffeur, un salon de beauté, un boucher, une auberge, des restaurants italiens et indiens. Les villageois sont tenus au courant des nouvelles locales par une édition bimensuelle du "Riccall News".